# Bulbophyllum grandifolium
Bulbophyllum grandifolium är en orkidéart som beskrevs av Rudolf Schlechter. Bulbophyllum grandifolium ingår i släktet Bulbophyllum och familjen orkidéer. Inga underarter finns listade i Catalogue of Life.